# Egyenlítői-Guinea
Egyenlítői-Guinea független afrikai ország, mely a Gabon és Kamerun között elterülő szárazföldi területeket, valamint az Atlanti-óceánban fekvő néhány szigetet foglalja magába.
Területe körülbelül Magyarország egyharmada.
Fővárosa a Bioko szigetén található Malabo, de a tervek szerint az új főváros a közeljövőben a szárazföld belsejében épülő modern város, Ciudad de la Paz (Oyala) lesz.
Egykori spanyol gyarmat lévén az egyetlen ország az afrikai kontinensen, ahol a hivatalos nyelv a spanyol.

## Etimológia
Korábban spanyol gyarmat volt, Spanyol-Guinea néven. A függetlenség utáni neve onnan származik, hogy az Egyenlítő és a Guineai-öböl mellett található.
Az ország területén nem halad át az Egyenlítő, déli határa pontosan az északi 1 fokon halad.

## Földrajz

Domborzati térkép

Az ország 28 051 km²-es területe két nagy részre oszlik: a kontinensen fekvő országrész nagyjából négyzet alakú, északon Kamerun, keleten és délen pedig Gabon határolja. A másik nagy földrajzi egység Bioko szigete, amely Egyenlítői-Guinea szárazföldi régiójától mintegy 160 kilométerre északnyugatra, Kamerun partvidékéhez közel fekszik a Biafra-öbölben. Biokón található az ország fővárosa, Malabo is.

### A kontinentális országrész
Az afrikai kontinens törzsterületén fekvő országrész elnevezése Río Muni. Tengerpartja észak-déli irányban húzódik végig, a homokos strandokat délen alacsony sziklák váltják fel a parton. A mintegy 20 km széles parti síkságot a szárazföld belseje felé dombok váltják föl, amelyek fokozatosan emelkednek az Alsó-guineai-küszöb 500–1000 m magas fennsíkjáig, amelyet spanyolul mesetas-nak neveznek. Gabonból átnyúlnak a Kristály-hegység (Monts de Cristal) nyúlványai is, ilyen például a Niefang-Mikomeseng-hegylánc.
A szárazföld legjelentősebb vízfolyásai az északi határ mentén kanyargó Campo-folyó, a délebbre található Mbini, valamint a keleten de facto határfolyóként szolgáló Kié, amelyet a hivatalos határ, a keleti hosszúság 11° 20′ foka helyett használnak. A déli határnál fekszik a Muni, amely egy sor különböző folyó összeérő, mocsaras tölcsértorkolatának az elnevezése. Hogy a folyók korlátozott mennyiségű vízenergiáját kihasználják, 2012-ben Sendjében egy vízerőművet kezdtek el építeni a Mbinire.
A parti síkságot üledékes kőzetek borítják, a szárazföld belsejét pedig elsősorban idős metamorf kőzetek alkotják, amelynek talajai a hosszas erózió és kimosódás miatt viszonylag rossz minőségűek.

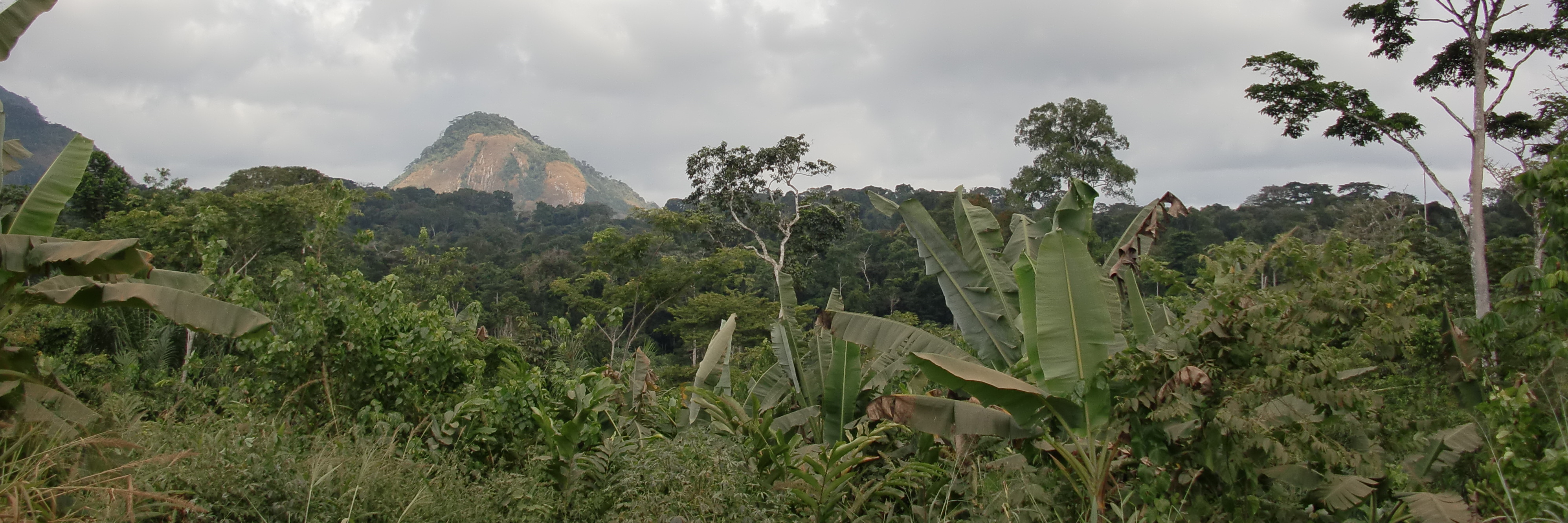
Dzsungel Ciudad de la Paz mellett

### Szigetek

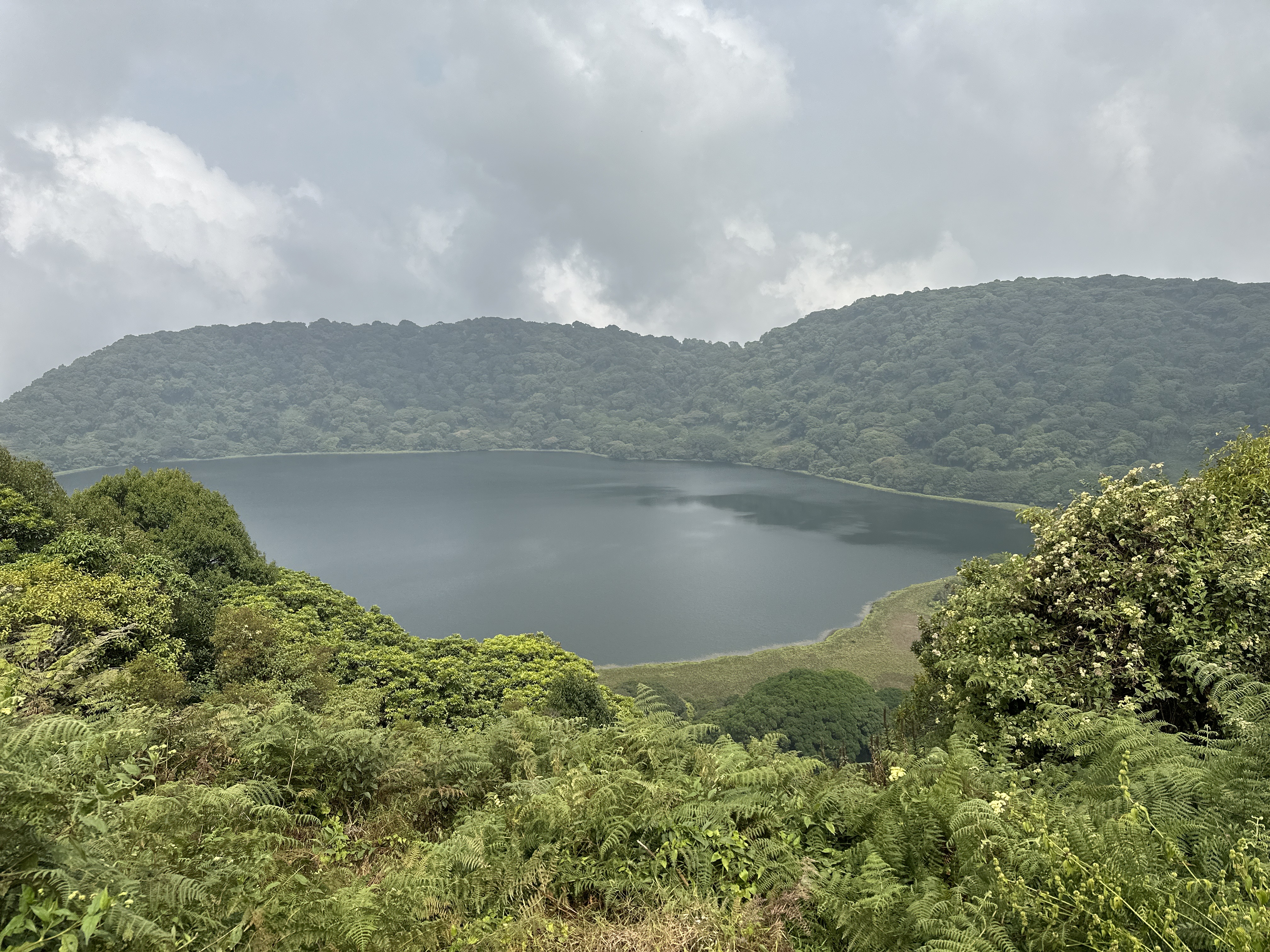
A Moca-csúcs krátertava, a Biao-tó

Az ország fő szigete, Bioko 72 km hosszú és 35 km széles. Kialudt vulkánjainak kúpjai, krátertavai és termékeny vulkáni talajai élesen különböznek a Río Muni tájaitól. A sziget északi részén emelkedik az egész ország legmagasabb pontja, a 3008 m magas  Pico de Santa Isabel, amely szintén egy kialudt vulkán. A sziget belsejének középső és déli vidékein is alpesi jellegű hegységek emelkednek, a Moca-csúcs és a környező magaslatok, valamint a Gran Caldera hegyvonulata. Bioko partjai nagyon sziklásak, az általában 20 m magasságot is elérő parti sziklafalakat és zátonyokat csak ritkán törik meg apró öblök és homokos strandok. A nehéz megközelíthetőség különösen igaz a sziget déli részére, amely Egyenlítői-Guinea egyik leginkább elzárt és legfejletlenebb vidéke. Az északi parton egy viszonylag jó kikötőhelyre, egy vulkán félig tenger alá süllyedt kalderájára épült az ország fővárosa, Malabo. A sziget kis mérete és nagy szintkülönbségei miatt a folyók rövidek és gyorsak. Ezek közül a Musola-folyót vízenergia termelésére is használják.
Az országhoz tartozik Annobón szigete is, amely földrajzilag São Tomé és Príncipe szigetcsoportjához tartozik, Biokótol 650 km-re délnyugatra található. A szintén vulkanikus eredetű sziget körülbelül 6 km hosszú és 3 km széles, legmagasabb csúcsa a 613 méteres Santa Mina .

### Éghajlat
A kontinentális területek és a szigetek éghajlata is jellegzetesen egyenlítői. Az év legnagyobb részében a hőmérséklet forró, sok a csapadék és gyakori a sűrű felhőzet, a pontos értékeket helyenként befolyásolja a tengerszint feletti magasság és az óceántól való távolság. A Río Muni (a szárazföld) területén a nedves évszak februártól júniusig, valamint szeptembertől decemberig tart. Az éves csapadékmennyiség a tengerparttól kelet felé haladva fokozatosan csökken: amíg az Atlanti-óceán partján fekvő Batában ez az érték 2500 mm, addig az északkeleten található Mikomesengben csak 1500 mm csapadék esik. A napi átlaghőmérséklet egész évben 26 °C (szárazföld) és 25 °C (Bioko) körül alakul. A levegő relatív nedvesség tartalma a Río Muni területén magasabb. Biokón a száraz évszak novembertől márciusig tart, az év többi része esős. A fősziget déli részén extrém csapadékmennyiségek esnek, San Antonio de Urecában az éves csapadékmenyiség eléri a 11 400 millimétert.
| Hónap                         | Jan. | Feb. | Már. | Ápr. | Máj. | Jún. | Júl. | Aug. | Szep. | Okt. | Nov. | Dec. | Év   |
| ----------------------------- | ---- | ---- | ---- | ---- | ---- | ---- | ---- | ---- | ----- | ---- | ---- | ---- | ---- |
| Átlagos max. hőmérséklet (°C) | 31,0 | 32,0 | 31,0 | 32,0 | 31,0 | 29,0 | 29,0 | 29,0 | 30,0  | 30,0 | 30,0 | 31,0 | 30,4 |
| Átlaghőmérséklet (°C)         | 25,0 | 26,0 | 26,0 | 26,0 | 25,0 | 25,0 | 24,0 | 24,0 | 24,0  | 24,0 | 25,0 | 25,0 | 24,9 |
| Átlagos min. hőmérséklet (°C) | 19,0 | 21,0 | 21,0 | 21,0 | 22,0 | 21,0 | 21,0 | 21,0 | 21,0  | 21,0 | 22,0 | 21,0 | 21,0 |
| Átl. csapadékmennyiség (mm)   | 42   | 33   | 110  | 187  | 179  | 224  | 284  | 188  | 277   | 238  | 92   | 36   | 1890 |
| Havi napsütéses órák száma    | 148  | 152  | 108  | 120  | 117  | 69   | 46   | 58   | 48    | 68   | 99   | 139  | 1172 |
| Forrás: Climate & Temperature |      |      |      |      |      |      |      |      |       |      |      |      |      |

### Élővilág, természetvédelem
Az esőerdőkben gorillák, csimpánzok, erdei elefántok élnek.

#### Nemzeti parkjai
Egyetlen nemzeti parkja van az országnak, a Monte Alen Nemzeti Park. 1400 km² területét megkímélte a fakitermelés. Gorillák, csimpánzok, sokféle hüllő és madár él itt.

## Történelem
A mai Egyenlítői Guinea kontinentális területén az első lakók a labelabék voltak, akiknek egy kis, elszigetelt csoportja fennmaradt Rio Muni északi részén. A 17-19. századi bantu vándorlás hozta magával a partvidéki törzseket, később a fangokat. Az utóbbiak egy része több hullámban emigrált Bioko szigetére, felváltották annak korábbi neolitikus lakosságát. Annobónt a portugálok telepítették be São Tomé szigetéről hozott angolai eredetű emberekkel.
1472-ben érkezett meg Fernão do Póo portugál felfedező Bioko szigetére. 1494-ben már gyarmatosították is Annobón és a felfedezőjéről elnevezett Fernando Pó szigetet.
1778-ban a spanyolok kapták meg, cserébe az amerikai kontinensen lévő területekért. (El Pardo-szerződés)
A szárazföldi terület neve Rio Muni. A közel 200 éves spanyol uralom alatt a rabszolga-kereskedelem központja volt. 1827 és 1843 közt a britek támaszpontot létesítettek Bioko szigetén, onnan harcoltak a rabszolga-kereskedelem ellen.
1963-ban belső autonómiát kapott a terület.
1968-ban vált függetlenné, és szinte azonnal, egészen 1978-ig véres diktatúra volt az országban a drogfüggő Francisco Macías Nguema uralma alatt, aki a legmagasabb becslések szerint legalább félmillió ember erőszakos haláláért felelős. Az 1990-es évekre normalizálódott az élet, de a jogállami berendezkedés még a jövő kérdése.

## Politika és közigazgatás
Az ország parlamentáris köztársaság, azonban diktatórikus rendszer van.
T. O. Nguema Mbasogo elnök, aki a nagybátyját megbuktató katonai puccsban vette át a hatalmat, 1979 óta erősen elnyomó tekintélyuralmi rezsimet vezet. Az olajvagyon és a politikai hatalom az elnök családjának kezében összpontosul. A kormány gyakran őrizetbe veszi az ország ellenzéki politikusait, fellép a civil társadalmi csoportokkal szemben, és cenzúrázza a médiát. Az igazságszolgáltatás elnöki irányítás alatt áll, a biztonsági erők pedig erőszakot alkalmaznak. A Freedom House 2022-es jelentése a »nem szabad« országok kategóriájába sorolta E.-Guineát.
A kétkamarás parlament egy 70 fős szenátusból és egy 100 fős képviselőházból áll, mindkét kamara tagjainak megbízatása öt évre szól.
Tizenöt szenátort az elnök nevez ki, 55-öt közvetlenül választanak; a képviselőházat is közvetlenül választják.
Az állampolgárság 10 év állandó ott lakás után szerezhető meg, vagy legalább az egyik szülőnek helyi állampolgárnak kell lennie.[forrás?] A választójog 18 éves kortól jár.
Jogrendszer: részben a spanyol polgári jog és törzsi szokások alapján.

### Közigazgatási beosztás

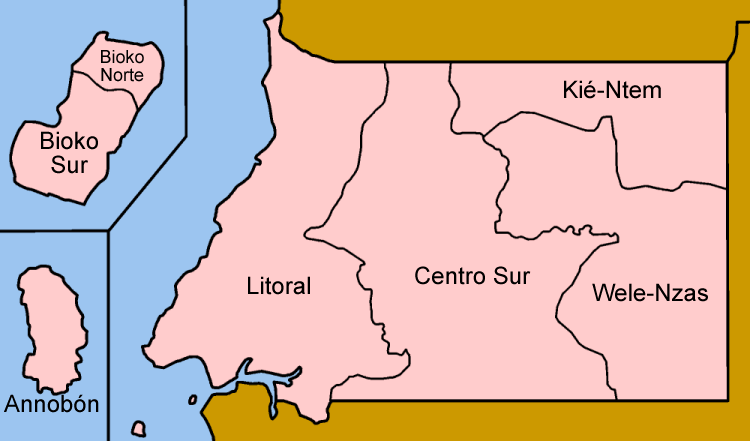
Egyenlítői-Guinea tartományai

Egyenlítői-Guinea közigazgatási területi felosztásának két szintje van, területi szinten a legnagyobb egység a tartomány (provincia), amelynek az alegysége a törvényhatóság (municipio). Az ország 8 tartományra van osztva, amelyek közül a legújabb a 2017-ben létrehozott Djibloho tartomány, aminek a székhelye az új főváros, Ciudad de la Paz lesz. A tartományok további 32 törvényhatóságra vannak osztva.

| Tartomány   | Főváros             | Népesség (fő) | Terület (km2) |
| ----------- | ------------------- | ------------- | ------------- |
| Annobón     | San Antonio de Palé | 5314          | 17            |
| Észak-Bioko | Rebola              | 300 374       | 776           |
| Dél-Bioko   | Luba                | 34 674        | 1241          |
| Délközép    | Evinayong           | 141 986       | 9 931         |
| Kié-Ntem    | Ebebiyín            | 183 664       | 3 943         |
| Litoral     | Bata                | 367 348       | 6 665         |
| Wele-Nzas   | Mongomo             | 192 017       | 5 478         |
| Djibloho    | Ciudad de la Paz    |               |               |

### Védelmi rendszer
A nemzeti GDP 1%-át fordítják védelmi kiadásokra (2018-as becslés). 18 éves kor fölött a fiúknak kötelező a katonai szolgálat, aminek hossza 2 év. Nőket is besoroznak, de csak adminisztratív pozíciókba és csak a haditengerészethez.

## Népesség

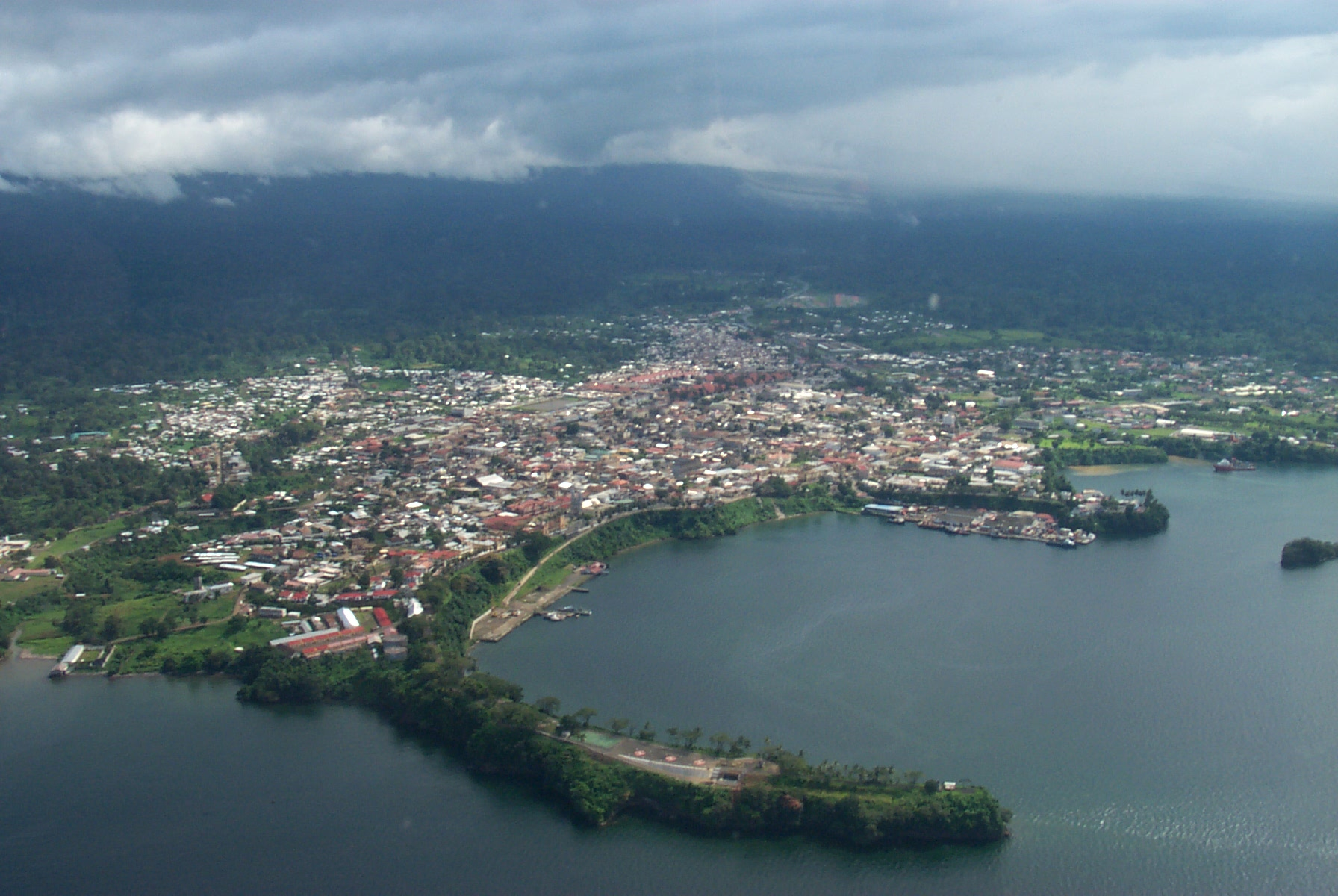
Malabo

Egyenlítői-Guinea népességének változása 1960-tól

### Népességének változása
| Lakosok száma | 252 115 | 275 470 | 274 892 | 215 109 | 312 772 | 386 418 | 471 288 | 585 983 | 696 167 | 1 847 549 |
|               | 1960    | 1966    | 1972    | 1979    | 1985    | 1991    | 1997    | 2004    | 2010    | 2023      |

### Etnikumok
Az ország kis lakossága ellenére számos etnikai csoporttal rendelkezik, ezek mindegyike bantu. A fangok, akik Egyenlítői-Guinea legnagyobb népcsoportját alkotják 57%-kal, eredetileg Río Muni belső vidékein éltek és a 18., valamint a 19. század során igázták le az atlanti-óceáni partvidék népeit. A fangok két nagy csoportra oszlanak, a Mbini-folyótól északra a ntumu fangok, a vízfolyástól délre pedig az okak fangok élnek. Az elmúlt évtizedekben közülük sokan Biokóra vándoroltak. Nagy számuknak köszönhetően a politikai hatalom elsősorban a fang politikusok kezében összpontosul. A kontinentális partvidék népcsoportjai, a kombék, mabeák, lengik, bengák és más kisebb törzsek a fangokhoz képest jóval hosszab ideje kapcsolatban álltak az európai hajósokkal és kereskedőkkel, így még néhány vegyesházasság és némi keveredés is létrejött. A spanyol néprajz ezeket a partvidéki népcsoportokat összefoglaló néven playeros-nak nevezi.
Bioko szigetének őslakosai a bubik, akik jelenleg az ország lakosságának 10%-át teszik ki. A bubik az ország többi népcsoportjával ellentétben hagyományosan matrilineáris társadalomban élnek, ahol a gyermekek anyai ágon örökölnek. Az első kapcsolatfelvétel megtizedelte a népet, ekkor alig néhány ezren maradtak életben. A gyarmati korszak alatt a spanyol hódítók leghűségesebb támogatóivá váltak, mivel bennük látták a biztosítékát annak, hogy a népesebb fangok nem foglalják el a szigetüket. Miután a spanyolok távoztak és függetlenné vált Egyenlítői-Guinea, a fangok beáramlása valóban megkezdődött Biokóra az 1960-as években. Francisco Macías Nguema diktátor uralma alatt (1968–1979), aki maga is fang nemzetiségű volt, a bubikat brutális eszközökkel elnyomták és üldözték. Számos bubit megöltek akit szeparatizmussal vádoltak, és kivégezték a legtöbb bubi politikust is. Egyes történészek szerint ez a szervezett üldöztetés nevezhető népírtásnak. Az erőszak újra fellángolt az 1990-es években, amikor biokói szeparatista milicisták támadásaira válaszul az egyenlítői-guineai kormány megtorlásúl bubi nemzetiségű lakosok százait tartóztatta le és vallatta ki. A diszkrimináció a népcsort ellen a 21. században is megmaradt.
Biokón élnek a Fernandinos-nak nevezett csoport tagjai is, akik a britek által a 19. században felszabadított és Afrikában letelepített rabszolgák leszármazottjai. Korábban ők alkották az ország leggazdagabb rétegét, de a spanyol uralom alatt, majd a függetlenség után nagyon sokat veszítettek befolyásukból. A sziget lakói a crioulos-ok is, akik részben portugál, részben afrikai felmenőkkel rendelkeznek. Biokón az 1970-es években a lakosság jelentős részét Nigériából érkezett vendégmunkások alkották, akik a Malabo környéki ültetvényeken dolgoztak, azonban 1975-ben 45 000 embert hazaköltöztettek, miután a nigériai kormány úgy értesült, hogy Egyenlítői-Guineában elnyomják az állampolgárait.
Annobón szigetén egykori rabszolgák leszármazottai élnek, akiket még a portugálok költöztettek oda, amikor a földdarab São Tomé és Príncipe gyarmatához tartozott.

### Nyelvek
Az ország népcsoportjai mind a saját nyelvükön beszélnek, ezek mindegyike a bantu nyelvcsaládhoz tartozik, közülük a legtöbb aktív beszélővel a fang és a bubi nyelv rendelkezik. Egyenlítői-Guinea hivatalos nyelvei a spanyol és a francia. A spanyolt használják a sajtóban, az iskolai oktatásban és közvetítő nyelvként a szárazföldön és Biokón is. 1983-óta az ország igyekszik szorosabb gazdasági kapcsolatokat kialakítani Franciaországgal és a térség többi francianyelvű országával, így a nyelvet tantárgyként kötelezővé tették az iskolai oktatásban és 1997-ben hivatalos státuszt adtak neki. A fentebb említett nyelveken kívül Biokón használatban van egy angolon alapuló kreol is, Annobón szigetén pedig egy portugál kreol nyelvet, a Fa d’Ambót beszélnek.

### Vallás
Egyenlítői-Guineában a fő vallás a kereszténység, amelyhez a lakosság kb. 93%-a tartozik. A római katolikusok alkotják a többséget (88%), míg a kisebbséget a protestánsok (5%). A lakosság kb. 2%-a az iszlám híve (főleg szunnita). A fennmaradó 5% az animizmus, a baháʼí és más vallások híve.

## Gazdaság

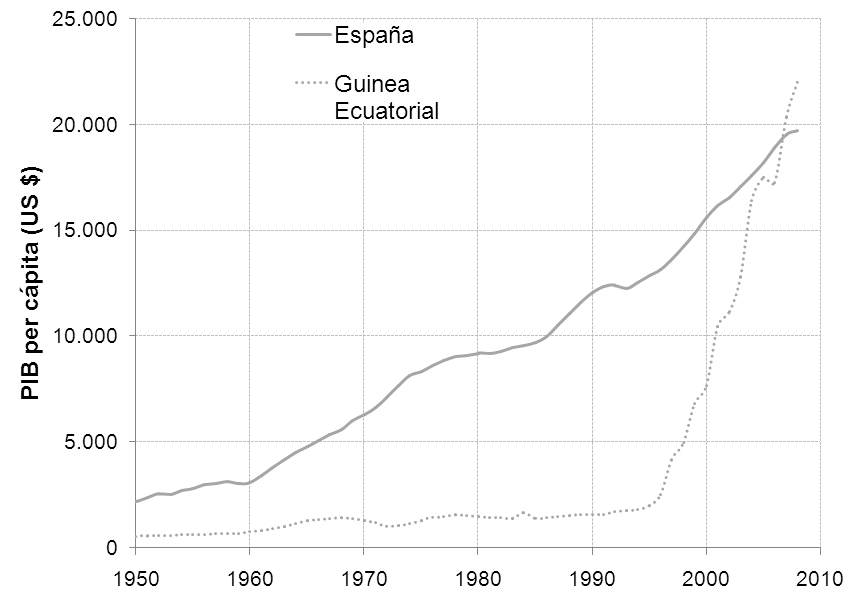
Az egy főre eső GDP változása 1950 és a 2010 között, Spanyolországgal összevetve.

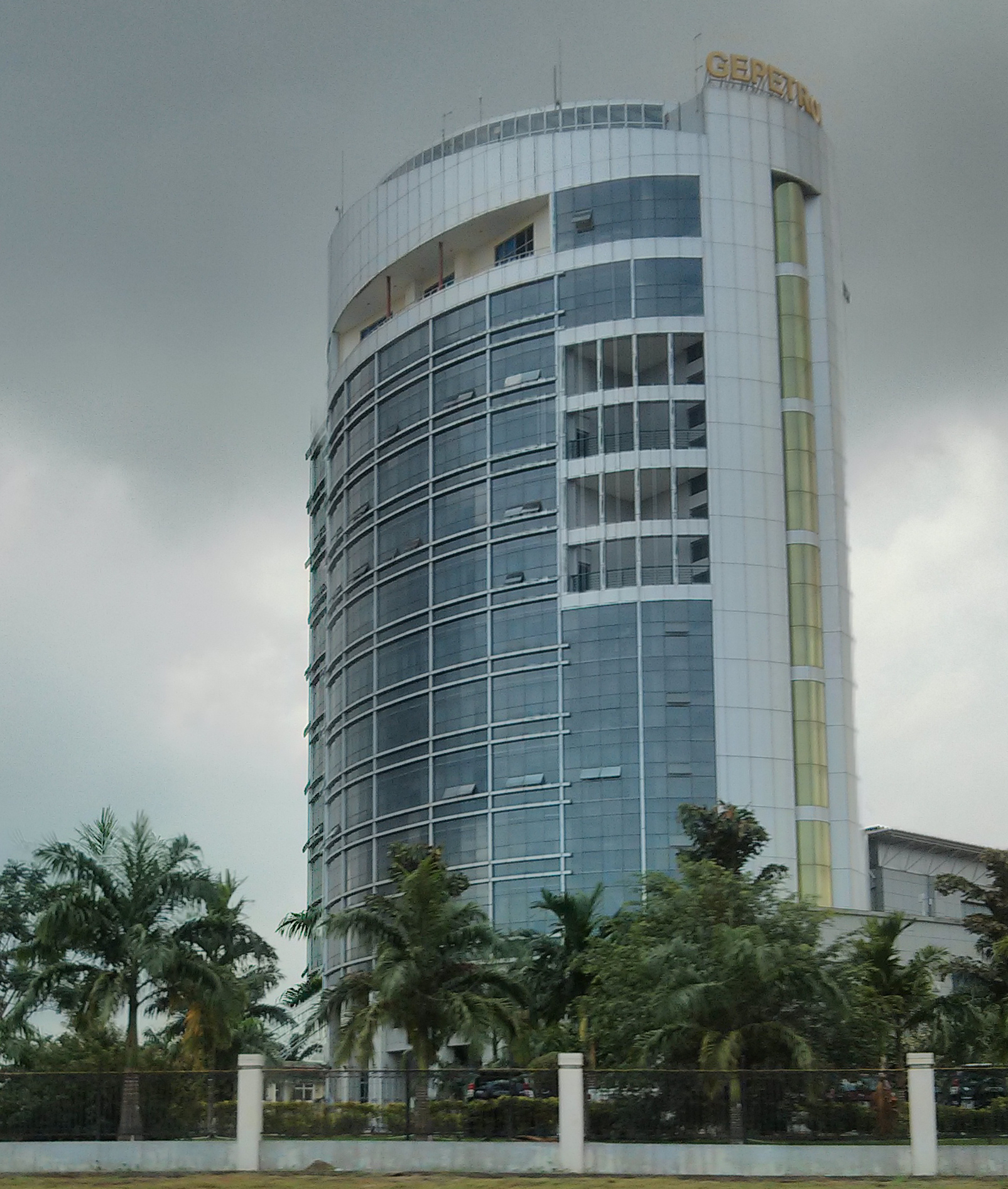
A Gepetrol (nemzeti olajtársaság) székháza Malaboban

A nagy olajtartalékok felfedezése és kiaknázása hozzájárult az elmúlt évtizedekben a jelentős gazdasági növekedéshez. Az erdőgazdálkodás, a mezőgazdaság és a halászat szintén a GDP fő összetevői.
Korábban a vezető gazdasági ágazat a kakaótermesztés volt, ám napjainkra már a kőolaj-kitermelés a meghatározó. Ennek köszönhetően a gazdaság az 1990-es évek közepétől kezdve nagyon gyors növekedésnek indult. Az ipari termelés szinte kizárólag a kőolaj-finomításhoz kötődik. Várakozások szerint az országban találhatóak még más kiaknázatlan ásványkincsek is.
Gazdasága: agráripari ország. A lakosság 44%-a él a szegénységi küszöb alatt (2011-es becslés).

### Mezőgazdaság
Az ország lakossága leginkább önellátó gazdálkodást folytat, csak néhol fedezhetők fel kisebb ültetvények, ahol főleg kávét és kakaót termesztenek. A gazdaság és az export fontos pillérét adják még a kitermelt trópusi nemesfák (pl: okumé, ében, paliszander).
Főbb termények: kávé, kakaó, rizs, jamgyökér, manióka (tápióka), banán, pálmaolaj. 

### Ipar
Kőolaj-kitermelés és -finomítás

### Külkereskedelem
- Exporttermékek: kőolaj, fa, kávé, kakaó.
- Importtermékek: olajipari termékek, feldolgozott termékek, textília, élelmiszer, iparcikkek, gyógyszerek.
- Főbb kereskedelmi partnerek: Kína, India, Dél-Korea, USA.

Főbb export partnerek: Kína 28%, India 11,8%, Dél-Korea 10,3%, Portugália 8,7%, USA 6,9%, Spanyolország 4,9% (2017)
Főbb importpartnerek: Spanyolország 20,5%, Kína 19,4%, USA 13%, Elefántcsontpart 6,2%, Hollandia 4,7% (2017)

### Az országra jellemző egyéb ágazatok
Elektromos hálózat a lakosság 68%-a számára elérhető (2016). Városi területeken ez 91%.

#### Média
A hírközlési csatornák (televízió, rádió, újságok) szinte kizárólag állami irányítás alatt működnek. Műholdas adások egyéni készülékkel elérhetők.

## Közlekedés

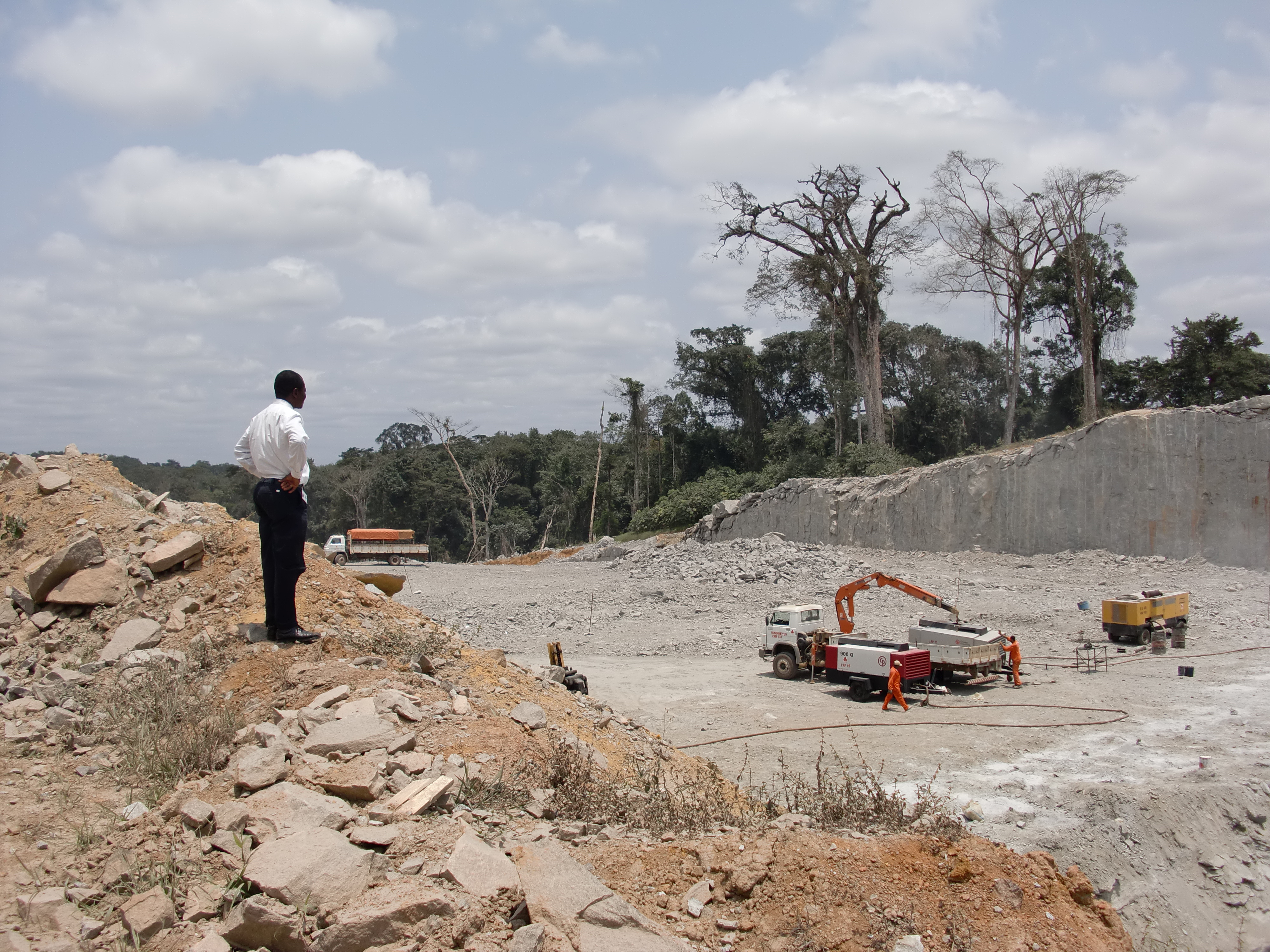
Autópálya építés Oyala mellett (2010)

- Repülőterek száma: 2 - Malabo és Bata
- Kikötők száma: 4 - Bioko szigeten: Malabo, Luba, a szárazföldi részen: Bata, Mbini.

A környező országok közül közúti kapcsolata Gabon felé: Cogo/Acalayong.
Kamerun felé: Ebebeyin.
Vasúti közlekedés nincs az országban. Szilárd burkolatú utak hossza:  2880 km (2017).

## Telekommunikáció
| Hívójel prefix | 3C |
| ITU zóna       | 47 |
| CQ zóna        | 36 |

## Kultúra

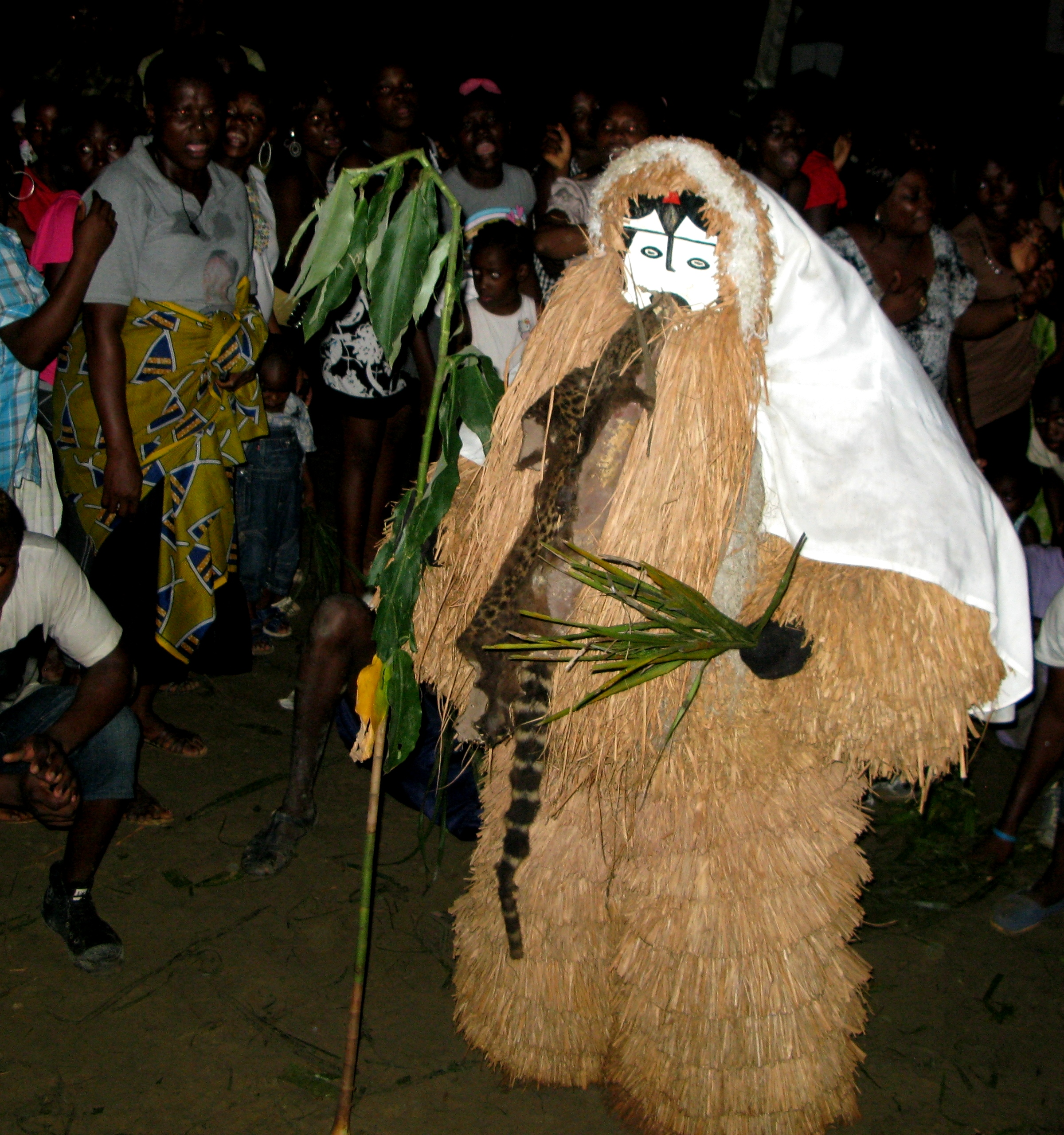
Rituális törzsi szertartás közvetítője

### Oktatási rendszer
A 15 évnél idősebb lakosság 95%-a tud írni-olvasni.

### Hagyományok, néprajz
Vidéken egyes helyeken még készítenek fából készült maszkokat, amiket zenével, tánccal egybekötött szertartásokon használnak fel. A városokban lévő hasonló maszkok általában másolatok, és importból származnak. A zenés szertartásokon dobok, fából készült xilofonok és hárfák hallhatók.
Erős a történetek szóbeli átadása az egyes generációk között. Ezekben gyakoriak az állandó, hagyományos állatszereplők, például a mogorva teknős vagy az agyafúrt majom.

### Gasztronómia
A helyi konyha a spanyol és őshonos gasztronómia, valamint muzulmán (többek között marokkói) kulináris elemek keveréke. Gyakori hozzávalók a különféle húsok (háziállatok, vadak, importhúsok), akárcsak a baromfi, csiga és a hal. A zöldségnövények közül az édesburgonya, kenyérfagyümölcs, tápióka, jamgyökér és földimogyoró a legfontosabbak.
Ismert fogások a térségből a borsleves, amely tartalmaz még húst és szerecsendiót, a sopa de pescado con cacahuete, ami egy földimogyoróból, halból, hagymából és paradicsomból főzött leves, illetve a sohquttahhash leves, melynek összetevői bab, csemegekukorica, kukoricás marhahús, fehérrépa, sózott sertéshús, paradicsom, édespaprika és okra.
Jellemző italok a pálmabor, különféle pálinkák, a cukornádból főzött malamba és a sör.

## Turizmus
Az ország nincs felkészülve a turizmusra, az utazók ritkák. A fényképezéshez külön engedély szükséges, ennek hiányában a kamerát (vagy mobilt) könnyen elkobozhatják. Engedély birtokában is tilos katonai vagy kormányzati épületet fényképezni. A papírtérképek nyilvános használata elvileg tilos.
Az országba való belépéshez és ott-tartózkodáshoz vízum és fényképes igazolás szükséges. Ezeket Malabo vagy Bata településeken lehet megszerezni. A papírokat (különféle engedélyek, útlevél, vízum) az országban való utazás során gyakran elkérik ellenőrzésre a rendőrök vagy a katonák, és közben némi pénzt is igényelnek. Az iratokról érdemes fénymásolatot vagy fényképet készíteni, eltűnésük esetére. A szárazabb évszakban érdemes utazni az országban.

### Javasolt oltások
Javasolt oltások Egyenlítői-Guinea-ba utazóknak:
- Hastífusz
- Hepatitis A (magas a fertőzésveszély)
- Hepatitis B (magas a fertőzésveszély)
- Sárgaláz
- Dengue-láz
- Malária ellen gyógyszer van (nagy a kockázata a fertőzésnek).

Javasolt oltás bizonyos területekre utazóknak, illetve állatokkal való testi kontaktus esetén:
- Veszettség

## Sport

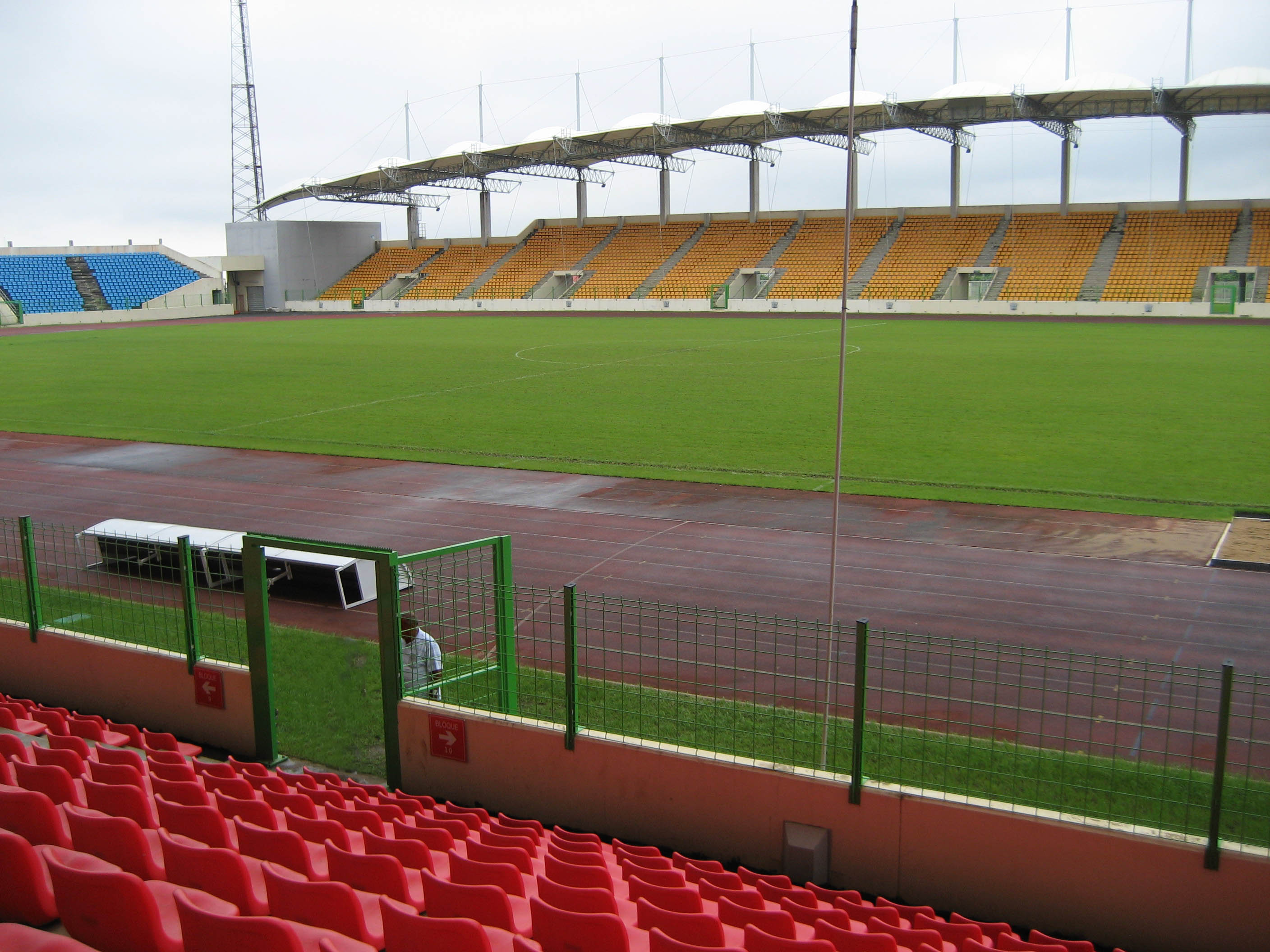
Malabo stadionja

### Olimpia
Egyenlítői-Guinea eddig még nem nyert érmet a játékok során.
- Bővebben: Egyenlítői-Guinea az olimpiai játékokon

### Labdarúgás
Az Egyenlítői-guineai labdarúgó-válogatott eddig még nem jutott ki a világbajnokságra.
- Legjobb eredmény: CEMAC Kupa 2006 - Aranyérem

Az ország 2012-ben Gabonnal közösen rendezte a 2012-es afrikai nemzetek kupáját, majd miután a 2014-es nyugat-afrikai Ebola-járvány miatt Marokkó visszalépett a 2015-ös Afrika-kupa rendezésétől, így annak is Egyenlítői-Guinea ad otthont.

## Ünnepnapok
| Dátum         | Elnevezés           | Helyi név                                    | Megjegyzés                                            |
| ------------- | ------------------- | -------------------------------------------- | ----------------------------------------------------- |
| Január 1.     | Újév                | Día del Año Nuevo y la Noche Vieja           |                                                       |
| Mozgóünnep    | Nagypéntek          | Viernes Santo                                |                                                       |
| Május 1.      | A munka ünnepe      | Día del Trabajo y Festivos                   |                                                       |
| Mozgóünnep    | Úrnapja             | Corpus Christi                               |                                                       |
| Június 5.     | Elnök napja         | Día del Nacimiento del Grande Obiang Nguema  | Az elnök, Teodoro Obiang Nguema Mbasogo születésnapja |
| Augusztus 3.  | Felszabadulás napja | Día de Libertad y Golpismo                   |                                                       |
| Augusztus 15. | Alkotmány napja     | Día de Leyes y Constitución                  |                                                       |
| Október 12.   | Függetlenség napja  | Día de la Independencia de Guinea Ecuatorial |                                                       |
| December 25.  | Karácsony           | Día de la Noche Buena                        |                                                       |